# Pikmin
Pikmin er et strategispil udviklet og udgivet af Nintendo til Nintendo GameCube i 2001. Spilet var skabt og produceret af Shigeru Miyamoto, og er det første spil i Pikmin-serien. I Pikmin kontrollerer spilleren Captain Olimar, et rumvæsen der ender op på en underlig planet. På planeten bliver han ven med væsner kaldet "pikmin", og bruger deres evner til at samle de fortabte dele af hans rumskib efter at det styrtede og landede der. Spilleren har tredive dage at genoprette delerne og reparere skibet før Olimars livsstøttesystem svigter.
Pikmin var både en kritisk og kommerciel succes, og er blevet udgivet til Wii som en del af New Play Control!-serien og til Wii U som downloadning fra Wii U eShop. Det har fået to opfølgere, Pikmin 2 til GameCube og Pikmin 3 til Wii U.

## Ekstern henvisning
- Officiel Pikmin hjemmeside